# 8229 Kozelský
8229 Kozelský là một tiểu hành tinh vành đai chính với chu kỳ quỹ đạo là 1984.3103885 ngày (5.43 năm).
Nó được phát hiện ngày 28 tháng 12 năm 1996.